# Droga krajowa B446 (Niemcy)
Droga krajowa 446 (niem. Bundesstraße 446) – niemiecka droga krajowa przebiegająca na osi wschód - zachód z miejscowości Hardegsen do Duderstadt w południowej Dolnej Saksonii.